# Podnoszenie ciężarów na Letnich Igrzyskach Olimpijskich Młodzieży 2010 – kategoria poniżej 58 kilogramów dziewcząt
Zawody dziewcząt w kategorii poniżej 58 kilogramów w podnoszeniu ciężarów na Letnich Igrzyskach Olimpijskich Młodzieży 2010 odbyły się 17 sierpnia w Toa Payoh Sports Hall w Singapurze.

## Wyniki
| Rk | Zawodniczka         | Grupa | Waga ciała | Rwanie (kg) | Rwanie (kg) | Rwanie (kg) | Rwanie (kg) | Podrzut (kg) | Podrzut (kg) | Podrzut (kg) | Podrzut (kg) | Razem (kg) |
| Rk | Zawodniczka         | Grupa | Waga ciała | 1           | 2           | 3           | Rezultat    | 1            | 2            | 3            | Rezultat     | Razem (kg) |
| -- | ------------------- | ----- | ---------- | ----------- | ----------- | ----------- | ----------- | ------------ | ------------ | ------------ | ------------ | ---------- |
|    | Deng Wei            | A     | 57.37      | 100         | 105         | 110         | 110         | 125          | 132          | 137          | 132          | 242        |
|    | Zülfija Czinszanło  | A     | 55.54      | 90          | 95          | 97          | 95          | 120          | 125          | 130          | 130          | 225        |
|    | Racheal Ekoshoria   | A     | 55.13      | 80          | 80          | 85          | 85          | 105          | 110          | 110          | 105          | 190        |
| 4  | Veronica Haro       | A     | 57.76      | 73          | 77          | 77          | 73          | 93           | 93           | 98           | 93           | 166        |
| 5  | Silvana Saldarriaga | A     | 57.55      | 65          | 65          | 70          | 65          | 86           | 90           | 93           | 93           | 158        |
| 6  | Myriam Ghekap       | A     | 56.49      | 67          | 70          | 70          | 67          | 85           | 90           | 92           | 90           | 157        |
| 7  | Fatin Atikah Osman  | A     | 55.15      | 70          | 70          | 73          | 70          | 80           | 85           | 85           | 80           | 150        |
| 8  | Jamie Emma Wee      | A     | 57.82      | 47          | 52          | 52          | 52          | 60           | 60           | 63           | 63           | 115        |
| 9  | Louise Lolohea      | A     | 57.11      | 40          | 45          | 49          | 45          | 50           | 57           | 57           | 57           | 102        |
|    | Amal Mohamed        | A     | 56.93      | 77          | 81          | 84          | 81          | 97           | 97           | 97           | -            | -          |